# آنیتا یانچا
آنیتا یانچا (لهستانی: Anita Jancia؛ زادهٔ ۱۷ فوریه ۱۹۷۵) بازیگر اهل لهستان است.
از فیلم‌ها یا مجموعه‌های تلویزیونی که وی در آن‌ها نقش داشته است، می‌توان به سال‌های شیرین، در خوشی و سختی، ع چون عشق، خانه کشیش، ماگدا ام.، پرستار کودک، طایفه، پدر متیو، دهن‌به‌دهن، کمیسر آلکس، قانون حقیقی، رنگ‌های خوشبختی، مرز، دادستان،  فرصت دوباره، یخ‌ژاله و نشانه اشاره نمود.